# Infinity (Devin Townsend)
Infinity è il secondo album in studio del cantautore canadese Devin Townsend, pubblicato il 21 ottobre 1998 dalla HevyDevy Records.

## Antefatti
Dopo il completamento dell'album extreme metal City degli Strapping Young Lad e l'uscita del suo album di debutto Ocean Machine: Biomech, Townsend iniziò ad approcciare un crollo mentale, come dichiarò in un'intervista:
 Nel 1997 andò a farsi visitare in un centro di sanità mentale, dove gli venne diagnosticato il disturbo di disordine bipolare. La diagnosi lo aiutò a capire da dove "i due estremi" della sua musica venivano, sentì che il suo disordine «diede vita ai due estremi City (Strapping Young Lad) e Ocean Machine: Biomech».
Dopo essere stato dimesso dalla struttura, Townsend sentì di aver superato il momento di crollo mentale e che era in grado di scrivere il suo terzo album solista, Infinity, che descrisse come "il progetto padre" di City e Ocean Machine: Biomech. Tornò quindi in studio, accompagnato dal batterista Gene Hoglan, per lavorare sull'album, dove Townsend suona la maggior parte degli strumenti. Townsend ha affermato che molta dell'ispirazione da cui è nato Infinity è provenuta dall'utilizzo di LSD e varie droghe allucinogene.

## Tracce
Testi e musiche di Devin Townsend, eccetto dove indicato.
1. Truth - 3:48
2. Christeen - 3:41 (Townsend, Ginger)
3. Bad Devil - 4:52
4. War - 6:29
5. Soul Driven - 5:14
6. Ants - 2:01
7. Colonial Boy - 3:04
8. Dynamics - 5:08
9. Unity - 6:07
10. Noisy Pink Bubbles - 5:22

Edizione della Inside Out Music
1. Truth - 3:48
2. Christeen - 3:41 (Townsend, Ginger)
3. Bad Devil - 4:52
4. War - 6:29
5. Soul Driven Cadillac - 5:14
6. Ants - 2:01
7. Wild Colonial Boy - 3:04
8. Life Is All Dynamics - 5:08
9. Unity - 6:07
10. Noisy Pink Bubbles - 5:22
11. Sister (live acoustic) - 2:15
12. Hide Nowhere (live acoustic) - 5:03
13. Man ('96 Demo) - 5:12

## Formazione
Musicisti
- Devin Townsend – voce, chitarra, basso, tastiera
- Gene Hoglan – batteria
- Christian Olde Wolbers – contrabbasso
- Andy Codrington – trombone
- Erin Townsend, Lyn Townsend, Dave Townsend, Naomi, Tanya Evans, Lara Uthoff, Chris Valagao, Brad Jackson, Jennifer Lewis – cori

Produzione
- Devin Townsend – produzione, registrazioni, ingegneria del suono, missaggio, montaggio
- Mark Gordon – ingegneria basso
- Matteo Caratozzolo – assistenza al montaggio
- Jennifer Lewis – assistenza al montaggio
- Mark Gordon – assistenza tecnica
- Byron Stroud – assistenza tecnica
- Marty Schwartz – assistenza tecnica
- Ross Gale – assistenza tecnica
- Ramon Donati – assistenza tecnica
- Scott Ternan – assistenza tecnica
- Pete Wonsiak – assistenza al missaggio, registrazione aggiuntiva
- Matteo Caratozzolo – registrazione aggiuntiva
- Jamie Meyer – montaggio digitale
- Brett Anthony – montaggio digitale
- Greg Reely – mastering